# CGTN 아랍어
CGTN 아랍어(아랍어: CGTN-العربية, 중국어: 中国环球电视网阿拉伯语频道)은 중국국제텔레비전의 텔레비전 채널 중 하나이다.